# Mike Sammes
Mike Sammes (19 février 1928 - 19 mai 2001) est un musicien, arrangeur et choriste britannique qui a travaillé avec de nombreux artistes britanniques dans les années 1950 à 70. Avec son ensemble vocal, the Mike Sammes Singers, il a notamment travaillé avec les Beatles sur les chansons I Am the Walrus et Good Night et, invité par Phil Spector, sur l'album Let It Be.